# Tamara Awerbuch
Tamara Eugenia Awerbuch-Friedlander é uma biomatemática e cientista de saúde pública na Harvard School of Public Health, em Boston, Massachusetts. Sua pesquisa e publicações tem principal foco em interações biossociais que causam ou contribuem para a doença. Acredita-se também ser a primeira mulher membro Harvard Faculdade de mover uma ação judicial contra a Harvard University (Universidade Harvard) por discriminação sexual.  Atualmente, ela é um instrutor do Departamento de Saúde Global e População (Department of Global Health and Population) da Harvard School of Public Health. Desde o início deste século, ela organizou e realizou uma pesquisa sobre as condições que levam ao surgimento, manutenção e propagação de epidemias. Sua pesquisa abrange as doenças sexualmente transmissíveis (DST), como HIV / AIDS, bem como as doenças transmitidas por vetores, como a malária e a doença de Lyme. Dra. Awerbuch-Friedlander pesquisado recentemente a disseminação e o controle da raiva baseado em uma análise eco-histórico. Seu trabalho é interdisciplinar, e suas publicações são co-autoria com membros de diferentes departamentos da Harvard School of Public Health (HSPH).
As condições que contribuem para o surgimento de epidemias são de natureza complexa, envolvendo fatores biológicos, ecológicos, comportamentais, ambientais e sócio-econômicas. A maioria de seus modelos de pesquisa matemáticos tem  esses fatores como sistemas que se prestam a análise qualitativa e quantitativa. Estes modelos podem ser utilizados para explorar o efeito de cada um dos fatores na presença dos outros, bem como novas intervenções. Muitos desses modelos são baseados em dados coletados em campo, zoonoses que muito preocupam, como a dinâmica populacional do carrapato que transmite a doença de Lyme na parte nordeste dos Estados Unidos, ou doenças sexualmente transmissíveis, ou como as probabilidades relativas de infecção HIV1 e HIV2 em uma coorte de prostitutas no Senegal.
Alguns de seus modelos matemáticos de análise levou a descobertas epidemiológicos fundamentais, por exemplo, as oscilações são uma propriedade intrínseca da dinâmica de carrapatos. Isto significa que uma diminuição na abundância do carrapato em um ano não implica necessariamente que o mesmo vai acontecer no próximo. Ela apresentou seu trabalho em muitas conferências internacionais e no Instituto Isaac Newton de Ciências Matemáticas (Isaac Newton Institute of Mathematical Sciences), em Cambridge, Inglaterra (England), onde foi convidada para participar do Programa de Modelos de epidemias.

## Início da vida
Tamara Awerbuch nasceu no Uruguai, viveu até os 12 anos em Buenos Aires, Argentina, em seguida, mudou-se para Israel com seus pais, onde seus avós viveram depois de terem escapado da Alemanha Nazista pouco antes do Holocausto ter começado. Ela estudou e completou os três graus da Universidade Hebraica de Jerusalém. Estudou química, especializou-se em bioquímica e completou a Licenciatura em Química, em 1965. Em 1967, ela completou tanto o Master of Science (MSc) em Fisiologia e do Mestrado em Educação (MEd) grau da Universidade Hebraica. Ela é certificada para ensinar todos os graus, K-12, em Israel.
Ela também serviu no exército israelense. 
Em outubro de 1973, enquanto visitava amigos na América, foi oferecido a ela  um emprego no MIT, em Cambridge, Massachusetts, para estudar substâncias cancerígenas descontaminados em culturas de tecidos, em seguida, uma técnica desenvolvida recentemente. Na Primavera de 1974, ela começou a estudar matemática e estatística no próprio MIT, porque como um empregado do MIT, ela poderia ter um curso livre a cada semestre, o que ela continuou fazendo por três semestres. Durante este período, ela trabalhou no laboratório estudando carcinogenicidade em culturas de tecidos, e fez um curso a cada semestre, e vivendo muito frugalmente, dividindo a casa com o MIT júnior com Professores e alunos de pós-graduação. Então, no verão de 1975, ela se matriculou como uma estudante do MIT em tempo integral, onde completou seu doutorado em Nutrição e Ciência dos Alimentos em 1979. Tornou-se uma cidadã dos EUA e reside nos Estados Unidos desde aquela época. Tamara aprecia sua vida como uma acadêmica de pesquisa internacional e viaja frequentemente para a América do Sul e Israel.

## Educação
- Estudos de Graduação na Universidade Hebraica (Hebrew University, em Israel. 
  - Licenciatura (B.Sc.) em Química (Química) (menor em Bioquímica (bioquímica)) - 1965
  - Mestrado (M.Sc.) em Fisiologia - 1967
  - M.Ed. - Educação (certificado para ensinar K-12) - 1967
- PhD, MIT, Departamento de Nutrição e Ciência dos alimentos (Food Science), importante no metabolismo (Metabolism) de 1979 
  - Tese: "Um Bioensaio (Bioassay) de difusão (diffusion) para a determinação quantitativa de mutagenicidade de agentes cancerígenos químicos" (um estudo teórico para determinar as concentrações de limiar de segurança de aditivos alimentares re: carcinogênese)

•	Estudos de Graduação na Universidade Hebraica, em Israel. 
o	Licenciatura em Química (especialização em bioquímica) - 1965
o	Mestrado em Fisiologia - 1967
o	MED - Educação (certificado para ensinar K-12) - 1967
•	PhD, MIT, Departamento de Nutrição e Ciência dos Alimentos, importância no metabolismo, de 1979 
o	Tese: "Um bioensaio de difusão para a determinação quantitativa de mutagenicidade de agentes cancerígenos químicos" (um estudo teórico para determinar as concentrações e limiar de segurança de aditivos alimentares: carcinogênese)

## Carreira
Dra. Awerbuch-Friedlander é um dos membros fundadores do Grupo Novo e Resurgent Doenças.

Dra. Awerbuch-Friedlander é um dos membros fundadores do Grupo Novo e Resurgent Doenças. [4] [5] Nesse contexto, ela estava envolvida na organização de uma conferência em Woods Hole 'sobre o surgimento e ressurgimento de doenças, onde liderou o workshop sobre Modelos Matemáticos. Além disso, ela estabeleceu colaborações internacionais, como com cientistas israelenses sobre doenças infecciosas emergentes no Oriente Médio, com cientistas cubanos em doenças infecciosas de plantas e desenvolvimento de metodologias gerais, e com cientistas brasileiros sobre o desenvolvimento de conceitos para orientar a vigilância eficaz.
Nesse contexto, ela estava envolvida na organização de uma conferência em Woods Hole 'sobre o surgimento e ressurgimento de doenças, onde liderou o workshop sobre Modelagem Matemática. Além disso, ela estabeleceu colaborações internacionais, como com cientistas israelenses sobre doenças infecciosas emergentes no Oriente Médio, com cientistas cubanos em doenças infecciosas de plantas e desenvolvimento de metodologias gerais, e com cientistas brasileiros sobre o desenvolvimento de conceitos para orientar a vigilância eficaz. 
Atualmente, a Dra. Awerbuch-Friedlander é uma co-investigador em um projeto: "Por novas e ressurgentes Doenças na Saúde Pública e uma estratégia para evitá-la" (financiado pela Fundação Robert Wood Johnson).
Em Harvard School of Public Health, Dr. Awerbuch-Friedlander co-presidentes da comissão sobre bio e Públicas Saúde Matemática. Alguns de seus trabalhos de pesquisa foram o resultado de uma colaboração com os alunos ao longo do curso Modelos Matemáticos em Biologia, que tem grandes porções dedicados a doenças infecciosas. Ela é, de fato interessado em Educação em Saúde Pública e tem desenvolvido para adolescentes software educacional com base em modelos de determinação de risco ou probabilidade de que um indivíduo com certos comportamentos sexuais de risco, na verdade, teria se infectar com o HIV. Estes modelos ajudar os jovens propensos ao risco, os pais, os educadores, líderes comunitários de saúde e pesquisadores de saúde pública explorar como as mudanças no comportamento sexual impactar sua probabilidade de contrair o HIV. 
Em Harvard School of Public Health, Dra. Awerbuch-Friedlander co-presidente da comissão sobre bio e Saúde Públicas Matemática. Alguns de seus trabalhos de pesquisa foram o resultado de uma colaboração com os alunos ao longo do curso de Modelos Matemáticos em Biologia, que tem grandes porções dedicados a doenças infecciosas. Ela é, de fato interessada, em Educação em Saúde Pública e tem desenvolvido para adolescentes software educacional com base em modelos de determinação de risco ou probabilidade de que um indivíduo com certos comportamentos sexuais de risco, na verdade, iria se infectar com o HIV. Estes modelos ajudam os jovens propensos ao risco, os pais, os educadores, líderes comunitários de saúde e pesquisadores de saúde pública  a explorar como as mudanças no comportamento sexual podem impactar sua probabilidade de contrair o HIV.
A verdade é o todo
Ela também preside um comitê para planejar a festa de aniversário 85 anos do Dr. Richard Levins, fundador do programa de Ecologia Humana do Departamento de Saúde Global e População da Harvard School of Public Health, um workshop de dois dias com o tema hegeliano "A Verdade é o Todo ", a ser realizada na Harvard School of Public Health, em meados de 2015 e se concentrar nas contribuições múltiplas em biologia matemática do Dr. Levins e de seus colegas, alunos e discípulos. Está envolvida no desenvolvimento e atualização do artigo da Wikipedia em língua inglesa de Richard Levins e tradução do mesmo artigo para o francês, espanhol, e português, e talvez em outras línguas para as quais os artigos de Levins tenham sido publicados ao longo dos anos.

## Terno Sex-discriminação contra Harvard
Dr. Awerbuch-Friedlander se acredita ser a primeira mulher Harvard Faculdade membro para mover uma ação judicial contra a Universidade de Harvard por discriminação sexual.

  O processo foi "arquivado na Corte Superior do Condado de Middlesex, em junho de 1997."  Dr. Awerbuch-Friedlander procurado" quase US $ 1 milhão em salários e benefícios perdidos, bem como uma promoção no HSPH "  e argumentou" que Fineberg recusou-se a promover a sua para uma posição tenure-track porque ela é uma mulher, apesar da recomendação positiva da comissão de seleção do HSPH de nomeação e recondução (SCARP)". de forma intermitente, de 1998 a 2007, o caso da discriminação de gênero foi coberto pela Harvard Crimson (mídia campus), The Boston Globe (mídia local), e revista Science (mídia de impressão profissional e científica). Ciência documentou os desenvolvimentos caso do caso do sexo discriminação em seu "News of the Week: Mulheres na Ciência".. Seção  e em SCIENCESCOPE da Ciência, dois meses depois  Seu processo de discriminação sexual foi baseada na negação da posse de Harvard com ela, apesar de suas realizações significativas em suas áreas de especialização, Biomatemática, epidemiologia, bioestatística e saúde pública. A Universidade argumentou que nenhuma posição de pista de posse foram abertas em seu novo departamento, depois de ter sido transferido de um departamento para outro. 
Dra. Awerbuch-Friedlander acredita ser a primeira mulher membro da Faculdade de Harvard a mover uma ação judicial contra a Universidade de Harvard por discriminação sexual. [6] [7] [8] O processo foi "arquivado na Corte Superior do Condado de Middlesex, em junho de 1997. "[9] Dra. Awerbuch-Friedlander procurada" quase US $ 1 milhão em salários e benefícios perdidos, bem como uma promoção no HSPH "[10] e argumentou" que Fineberg recusou-se a promovâ-la para uma posição mais atrativa porque ela é uma mulher, apesar da recomendação positiva da comissão de seleção do HSPH de nomeação e recondução (SCARP) ". [11] De forma intermitente, de 1998 a 2007, o caso da discriminação de gênero foi coberto pela Harvard Crimson (mídia campus), The Boston Globe (mídia local), e revista Science (mídia de impressão profissional e científica). Ciência documentou os desenvolvimentos do caso de discriminação sexual em "News of the Week: Mulheres na Ciência".. Seção [12] e em SCIENCESCOPE da Ciência, dois meses depois [13].Seu processo de discriminação sexual foi baseada na negação da posse de Harvard com ela, apesar de suas realizações significativas em suas áreas de especialização, Biomatemática, epidemiologia, bioestatística e saúde pública. A Universidade argumentou que nenhuma posição de uma possível posse foram abertas em seu novo departamento, depois de ter sido transferida de um departamento para outro.

## Publicações
- Levins, R. "Genetic Consequences of Natural Selection," in Talbot Waterman and Harold Morowitz, eds., Theoretical and Mathematical Biology, Yale, 1965, pp. 372–387.
- Levins, R. "The Strategy of Model Building in Population Biology", American Scientist, 54:421-431, 1966
- Levins, R. Evolution in Changing Environments, Princeton University Press, 1968.
- Levins, R. "Some demographic and genetic consequences of environmental heterogeneity for biological control", Bulletin of the Entomological Society of America, 15:237–240, 1969.
- Levins, R. "Evolution in communities near equilibrium", in M. L. Cody and J.M. Diamond (eds) Ecology and Evolution of Communities, Harvard University Press, 1975.
- Nabi, I., (pseud.) "An Evolutionary Interpretation of the English Sonnet: First Annual Piltdown Man Lecture on Man and Society," Science and Nature, no. 3, 1980, 71-73.
- Levins, R. and R.C. Lewontin, The Dialectical Biologist, Harvard University Press, 1985.
- Puccia, C.J. and Levins, R. Qualitative Modeling of Complex Systems: An Introduction to loop Analysis and Time Averaging, Harvard University Press, Cambridge, MA. 1986.
- Levins, R. and Vandermeer, J. "The agroecosystem embedded in a complex ecological community" in: Carroll R.C., Vandermeer J. and Rosset P., eds., Agroecology, New York: Wiley and Sons, 1990.
- Grove, E.A., Kocic V.L., Ladas G., and Levins, R. "Periodicity in a simple genotype selection model" in Diff Eq and Dynamical Systems 1(1):35-50, 1993.
- Awerbuch T.E. Evolution of mathematical models of epidemics. In: Wilson, Levins, and Spielman (eds).Disease in Evolution. New York Academy of Sciences, New York 1994, 225-231.
- Levins, R., Awerbuch T.E., Brinkman, U.Eckardt, I., Epstein, P., Makhaoul, N., Possas, C.A., Puccia, C., Spielman, A., and Wilson, M., Preparing for new diseases. American Scientist, 82: 52-60, 1994.
- Levins, R. "Ten propositions on science and antiscience" in Social Text, 46/47:101–111, 1996.
- Awerbuch T.E., Brinkman, U.,Eckardt, I., Epstein, P., Ford, T., Levins, R. , Makhaoul, N., Possas, C.A., Puccia, C., Spielman, A., and Wilson, M., Globalization, development, and the spread of disease. In: Goldsmith and Mander (eds.) The Case Against the Global Economy, Sierra Club Books, 1996, 160–170.
- Levins, R. "Touch Red," in Judy Kaplan and Linn Shapiro, eds., Red Diapers: Growing up in the Communist Left, U. of Illinois, 1998, pp. 257–266.
- Levins, R. Dialectics and systems theory in Science and Society 62(3):373-399, 1998.
- Levins, R. "The internal and external in explanatory theories", Science as Culture, 7(4):557–582, 1998.
- Levins, R. and Lopez C. "Toward an ecosocial view of health", International Journal of Health Services 29(2):261-293, 1999.
- Awerbuch T., Kiszewski A., and Levins, R., Surprise, Nonlinearity and Complex Behavior. In– Health Impacts of Global Environmental Change: Concepts and Methods; Martens and Mcmichael (eds), 96-102, 2002
- Levins, R. "Whose Scientific Method? Scientific Methods for a Complex World, New Solutions", "A Journal of Environmental and Occupational Health Policy" 13(3) 261-274 (2003)
- Karpati A., Galea S., Awerbuch T., and Levins, R. Variability and vulnerability at the ecological level: Implications for understanding the social determinants of health American Journal of Public Health, 92:1768- 1772, 2002.
- Awerbuch, T.E., Gonzalez, C., Hernandez, D., Sibat, R., Tapia, J.L., Levins, R.,and Sandberg S., The natural control of the scale insect Lepidosaphes gloverii on Cuban citrus. Inter American Citrus Network newsletter No21/22, July 2004.
- Awerbuch, T., Levins, R., and Predescu, M., The Role of Seasonality in the Dynamics of Deer Tick Populations. Bulletin of Mathematical Biology; 67(3):467-486. 2005 (May).
- Lewontin, R.C. and Levins, R., "Biology Under The Influence, Dialectical Essays on Ecology, Agriculture, and Health," New York: Monthly Review Press, 2007.
- Predescu, M., Levins, R., and Awerbuch T.E., Analysis of non-linear System of Difference Equations Linking Mosquito Breeding Sites and Community Intervention, Discrete and Continuous Dynamical Systems, SerB. 6(3)605-622, 2006.
- Awerbuch T., and Levins, R. Mathematical Models for Health Policy. in Mathematical Models, [Eds. Jerzy A. Filar, and Jacek B. Krawczyk], in Encyclopedia of Life Support Systems (EOLSS), Developed under the Auspices of the UNESCO, Eolss Publishers, Oxford ,UK, [1] , 2006
- Predescu, M., Sirbu, R., Levins, R., and Awerbuch T., On the Dynamics of a Deterministic and Stochastic Model for Mosquito Control. Applied Mathematics Letters, (20), 919-925, 2007.
- Awerbuch, T.E., Levins, R., The Aging Heart and the Loss of Complexity—a Difference Equation Model. Preliminary report. American Mathematical Society, (1056-39-2059), presented at AMS Convention, San Francisco, California, January 13, 2010[13]